# Muzyczna Spółka Akcyjna 1111
Muzyczna Spółka Akcyjna 1111 – polski zespół rockowo-jazzowy, działający w latach 1974–1977 we Wrocławiu.

## Historia
Zespół działał w piwnicy mieszczącej się we wrocławskim klubie Pod Jaworami przy ul. Sudeckiej, prowadzonym przez żonę Andrzeja Waligórskiego. Liderem Muzycznej Spółki Akcyjnej był gitarzysta Janusz Konefał, zaś pierwszy skład wraz z nim tworzyli: Wojciech Jaworski (instrumenty klawiszowe), Maciej Roda (gitara basowa) i Leszek Chalimoniuk (perkusja). Menedżerem i akustykiem formacji był Piotr Tomicki. W początkowej fazie z zespołem współpracowali także wokaliści: Alicja Głowiak, Jorgos Skolias, Włodzimierz Grzesik, a nieco później Mirosław Bielawski. W swoim głównym założeniu MSA 1111 była formacją wykonującą muzykę instrumentalną. W niedługim czasie grupa stała się rozpoznawalna, a na jej koncerty i występy odbywające się podczas młodzieżowych wieczorków tanecznych na terenie województwa dolnośląskiego, przychodziła m.in. cała ówczesna branża muzyczna miasta Wrocławia (Andrzej Pluszcz, Zbigniew Lewandowski i in.) czy Apostolis Anthimos. 28 sierpnia 1975 roku zespół zaledwie po kilku miesiącach istnienia wygrał III Młodzieżowy Festiwal Muzyczny odbywający się w Spodku w Katowicach, grając tylko muzykę instrumentalną (wokaliści nie wystąpili) i pokonując ok. tysiąca zespołów z całej Polski. Był to wówczas największy polski konkurs muzyki młodzieżowej, zaś przewodniczącym jury był Czesław Niemen. Wygrana otworzyła zespołowi pewne możliwości, m.in. udział w warsztatach jazzowych w Chodzieży, gdzie muzycy mieli okazje poznać ówczesną czołówkę polskiego jazzu. W 1976 roku nowym basistą formacji został Mieczysław Jurecki z którym zespół wystąpił na Pop Session w Sopocie (z zespołem śpiewał wtedy W. Grzesik). Przez skład MSA 1111 przewinęli się również klawiszowcy: Janusz Góralski i Zbigniew Szuba. W marcu 1977 roku zespół zajął II miejsce na festiwalu Jazz nad Odrą (poza tym otrzymał I nagrodę za kompozycję Autoportret X i wyróżniono także M. Jureckiego, jako najlepszego basistę festiwalu), przez co przylgnęła doń etykietka formacji jazzowej, co bardzo poważnie utrudniło mu dotychczasowe funkcjonowanie na lokalnym, dolnośląskim rynku muzycznym ze względu na brak propozycji występów, i przyczyniło się do jego rozpadu w tym samym roku. W 2015 roku Janusz Konefał postanowił przypomnieć historię zespołu, doprowadzając do powstania filmu dokumentalnego pt. Back to MSA. W listopadzie 2016 roku, nakładem wytwórni Gad Records ukazał się album zatytułowany Autoportret X, zbierający wszystkie nagrania zespołu, a więc: sesje nagraniowe zarejestrowane w PR Katowice (1975) i PR Opole (1977), a także zapis występu na festiwalu Jazz nad Odrą (1977) oraz nagrany w 2015 roku utwór Back to MSA.

## Dyskografia

### Albumy
- Autoportret X (CD, Gad Records GAD CD 049, 2016)

### Kompilacje
- Jazz nad Odrą '77 – Laureaci (LP, PolJazz Z-SX0648, 1977)[8]